# ووینووا
ووینووا (به انگلیسی: Voinova) یک روستا در مولداوی است که در ناحیه استراشنی واقع شده‌است.